# Швеція на зимових Олімпійських іграх 2018
Швеція на зимових Олімпійських іграх 2018, які проходили з 9 по 25 лютого в Пхьончхані (Південна Корея), була представлена 116 спортсменами в 9 видах спорту.

## Медалісти
| Медалі | Спортсмени                                                                | Вид спорту          | Дисципліна                      | Дата      |
| ------ | ------------------------------------------------------------------------- | ------------------- | ------------------------------- | --------- |
| Золото | Шарлотта Калла                                                            | Лижні перегони      | скіатлон 15 км (жінки)          | 10 лютого |
| Золото | Стіна Нільссон                                                            | Лижні перегони      | спринт (жінки)                  | 13 лютого |
| Золото | Ганна Еберг                                                               | Біатлон             | індивідуальна гонка (жінки)     | 15 лютого |
| Золото | Фріда Гансдоттер                                                          | Гірськолижний спорт | слалом (жінки)                  | 16 лютого |
| Золото | Андре Мюрер                                                               | Гірськолижний спорт | слалом (чоловіки)               | 22 лютого |
| Золото | Пеппе Фемлінг Єспер Нелін Себастьян Самуельссон Фредрик Ліндстрем         | Біатлон             | естафета (чоловіки)             | 23 лютого |
| Золото | Анна Гассельборг Агнес Кнохенгауер Софія Мабергс Сара Макманус Єнні Волін | Керлінг             | жінки                           | 25 лютого |
| Срібло | Себастьян Самуельссон                                                     | Біатлон             | гонка переслідування (чоловіки) | 12 лютого |
| Срібло | Шарлотта Калла                                                            | Лижні перегони      | 10 км вільним стилем (жінки)    | 15 лютого |
| Срібло | Анна Хоґ Шарлотте Калла Ебба Андерссон Стіна Нільссон                     | Лижні перегони      | естафета 4×5 км (жінки)         | 17 лютого |
| Срібло | Шарлотта Калла Стіна Нільссон                                             | Лижні перегони      | командний спринт (жінки)        | 21 лютого |
| Срібло | Лінн Перссон Мона Брорссон Анна Магнуссон Ганна Еберг                     | Біатлон             | естафета (жінки)                | 22 лютого |
| Срібло | Ніклас Едін Оскар Ерікссон Генрік Лек Христоффер Сундгрен Расмус Врано    | Керлінг             | чоловіки                        | 24 лютого |
| Бронза | Стіна Нільссон                                                            | Лижні перегони      | 30 км класичним стилем (жінки)  | 25 лютого |

## Спортсмени
| Вид спорту          | Чоловіки | Жінки | Всього |
| ------------------- | -------- | ----- | ------ |
| Гірськолижний спорт | 3        | 5     | 8      |
| Лижні перегони      | 4        | 5     | 9      |
| Біатлон             | 5        | 5     | 10     |
| Керлінг             | 5        | 5     | 10     |
| Ковзанярський спорт | 1        | 0     | 1      |
| Сноубординг         | 1        | 0     | 1      |
| Фігурне катання     | 1        | 1     | 2      |
| Фристайл            | 8        | 3     | 11     |
| Хокей               | 25       | 23    | 48     |
| Шорт-трек           | 1        | 0     | 1      |
| Усього              | 54       | 47    | 101    |